# Lobnica, Ruše
Lobnica je naselje v Občini Ruše.